# Lam Phương
Lâm Đình Phùng, conocido como Lam Phương (Vĩnh Thanh Vân, 20 de marzo de 1937-Fountain Valley,  22 de diciembre de 2020), fue un popular compositor vietnamita.

## Biografía

### Primeros años
Lam Phương nació en la aldea de Vĩnh Thanh Vân, ahora parte de Rạch Giá, provincia de Kiên Giang. En el frente de su casa había un río, y al otro lado del río estaba el Templo Thập Phương. Como resultado, sus recuerdos e imágenes de la infancia presentaban de manera prominente pequeños botes de remos que transportaban a la gente a través del río, el sonido de las campanas de los templos y vastos arrozales, que quedaron grabados en su mente a lo largo de su vida desde la infancia y luego influenciaron sus obras musicales. Cuando era muy pequeño, estaba fascinado por el sonido de las campanas del templo.
Cuando tenía 10 años, su madre lo envió a estudiar a Saigón, viviendo en la casa de su tío. Comenzó a estudiar música por su cuenta y tuvo la suerte de ser instruido por los músicos Hoang Lang y Le Thuong. Su primera canción la compuso en una tarde, escrita a los 15 años. Pidió dinero prestado a amigos para contratar una imprenta para alquilar música, luego alquiló un camión de música para actuar en todo Saigón. Al principio, se encontró con muchas dificultades financieras cuando a menudo tenía que pedir prestado dinero a sus amigos para lanzar obras musicales él mismo. Al tener éxito con su primer trabajo fue cada vez más diligente en la escritura. Tres años más tarde lanzó una serie de canciones sobre su tierra natal, la más famosa de las cuales es Seasonal Song, que fue elegida por la mayoría de las escuelas en la región del delta del Mekong para enseñar a los estudiantes de danza.
El seudónimo de Lam Phuong lo estableció él mismo, a partir de dos palabras de su nombre real Lam y Phung con el significado de hacia el cielo azul de la esperanza.

### Carrera militar
En 1958 se unió al Ejército de la República de Vietnam. Al regresar a la sociedad civil por un tiempo, se le incorporó una orden para que uniera al grupo de entretenimiento Bao An. Después de que la delegación se disolvió, se unió al de actuación de Hoa Tinh Thuong y, finalmente, al Grupo Central de Arte y Cultura hasta que Saigón colapsó.
En la mañana del 30 de abril de 1975, él y su familia abordaron el barco Truong Xuan para refugiarse y no pudieron traer ningún activo con ellos. Más tarde, fue trasladado a Virginia, Estados Unidos, luego se mudó a Texas y después a California. Para tener dinero para mantener a su esposa e hijos tuvo que hacer todo tipo de trabajos, desde limpiar el piso, limpiar Sears, hasta trabajos duros como afilar, pero reservando su estilo de vida; todo vino cuesta abajo en sus últimos años cuando enfrentó muchas luchas.

### Luchas
Después de la vida donde la tierra se estabilizó poco a poco cada fin de semana, intentó contratar un restaurante para hacer un teatro musical para que los amigos literarios se encontraran, a Tuy Hong y tuvo la oportunidad de revivir con musicales. Después de divorciarse de Tuy Hong, se fue a París, Francia. Allí trabajó para una tienda de abarrotes, limpiando, empacando, transportando, etc. Hasta que un día, conoció a un nuevo amor y se casó con la mujer llamada Huong, pero esta mujer también lo dejó y siguió a otras.
En 1995 regresó a los Estados Unidos y se volvió a casar. A principios de 1999, sufrió un derrame cerebral y hemiplejía. En este tiempo, enfrentó muchas dificultades pero también recibió innumerables emociones. Por el hecho de que la hermana menor dejó la tienda de comida francesa para volar a Estados Unidos para cuidarlo, se trató de un melómano de Australia que le compraba una casa y lo llamaba todos los días para hablar. Incluso fue al lugar, tiró la silla de ruedas para que él se fuera solo. Esos sentimientos ayudaron al músico de Lam Phuong a recuperarse gradualmente, sin embargo, no podía ser lo mismo.

### Vida y obra como compositor de canciones
Se le considera uno de los principales pioneros de la música vietnamita.
A los 15 años comenzó a componer la versión de la tarde, pero no fue hasta 1954 que se hizo famoso con dos artículos de Pobre vida y Gran viaje. La música de Lam Phuong en la década de 1950 fue principalmente un sentimiento de emigración en 1954, incluyendo canciones como Great Boat Trip, Late Forest Music, Second Reunion y The Beautiful Sunny in the South.
En la década de 1960 escribió muchas canciones famosas y le dio enormes beneficios económicos. En ese momento, el salario de un coronel del ejército que pagaron alrededor de 50,000 monedas ARVN, el salario de un director también alcanzó ese nivel, mientras que el músico Lam Phuong una vez fue a Dalat para realizar artes, se sentó en la pensión y miró hacia el valle y escribió el artículo Ciudad triste y lo vendió por 12 millones de VND. Además, hay muchas otras versiones, como la indefensa, encantadora vida ... que lo convierte en una gran baza.
Paralelamente a componer y actuar con bandas militares, Lam Phuong también colaboró con el centro de cine nacional, apareciendo en varias películas que tienen el tema de la mejora social como New Horizon, Joy, News.
Después de un tiempo de sufrimiento con sus aventuras amorosas, el músico de Lam Phuong se casa. En ese momento, escribió muchas de las obras más alegres, especialmente el Día de la felicidad. La canción fue elegida como banda sonora del programa de radio Gia Binh y utilizada por muchas personas en bodas. La canción es famosa por la canción "Noche para escucharme llorar feliz por siempre". El sonido del llanto aquí es el de la primera hija del músico, la Sra. Hang Hang.
Mientras está en Vietnam, el músico tiene un gran activo en el banco. Sin embargo, en la mañana del 30 de abril de 1975, él y su familia abordaron el tren Truong Xuan para refugiados, pero no pudieron llevar ningún activo como muchos otros, y se fueron con las manos vacías. Cuando en cubierta escribió el artículo Barco del destino con la canción "Cuando ves que el camino está lejos, ahora el camino de regreso al campo está mil veces más lejos". Cuando llegó a los Estados Unidos, escribió la versión Lost con la canción "Da dark" después de dejar la ciudad natal para ser más oscura, dejando su tierra natal cuando cambió su vida ".
Músico de Lam Phuong después de venir a los Estados Unidos, en circunstancias difíciles al tener que ganar dinero con un trabajo manual pesado, lamentablemente la felicidad familiar rota. Estaba extremadamente angustiado y escribió una serie de canciones que el título solo tenía 1 palabra como Crazy, Drunk, Sad ... En la que la más famosa es probablemente la Canción con la canción "Me trajiste por error aquí".
Una vez más, dejó su mano a París, pero como decía que la gente iba al asilo político y yo me refugio en el amor. Aquí conoció a una mujer llamada Huong y escribió una serie de canciones extremadamente alegres como Baby love, Bai tango for me. Por lo general, el artículo Enamórate de la canción "El camino a París tiene muchos capullos rosados", el rosa aquí proviene de la mujer llamada Huong. Sin embargo, esta situación no se fue a ninguna parte, por lo que finalmente escribió a Tinh aún inquieto. Al mismo tiempo, comenzó a colaborar y ayudar al centro de Thuy Nga hasta ahora.

## Fallecimiento
Lam Phuong murió el 22 de diciembre de 2020 luego de una batalla de insuficiencia cardíaca y un derrame cerebral en Fountain Valley, California.

## Composición
En reconocimiento a la continua popularidad de sus canciones, la serie de gala Paris By Night ha dedicado cuatro tributos a sus canciones:
- París de noche 22: "40 Năm âm nhạc Lam Phương"
- Paris By Night 28: "Lam Phương 2 - Dòng nhạc tiếp nối - Sacrée Soirée 3"
- Paris By Night 88 : "Lam Phương - Đường về quê hương"
- Paris By Night 102 : "Nhạc Yêu Cầu Lam Phương"